# New Norway
New Norway es una aldea ubicada en el condado de Camrose, en el centro de la provincia canadiense de Alberta. Nombrado en 1895, se encuentra en la carretera 21, a unos 100 km al sur este de Edmonton y 22 km al sur oeste de Camrose.

## Negocios e infraestructuras
En New Norway hay cierto número de pequeñas empresas. Tiene también una escuela primaria y una secundaria, y un parque de bomberos. Los servicios municipales se los proporciona el condado de Camrose.